# Pandion (Sohn des Aigyptos)
Pandion (altgriechisch Πανδίων Pandíōn) ist in der griechischen Mythologie einer der fünfzig Söhne des Aigyptos. Seine Mutter ist Hephaistine.
Er ist der Bräutigam der Danaide Kallidike, der Tochter des Danaos und der Krino. Wie fast alle seine Brüder wird er in der Hochzeitsnacht von seiner Braut ermordet.

## Nachweise
1. ↑  Bibliotheke des Apollodor 2,1,5